# Meteorit El Ali
El meteorit El Ali (també conegut com a Nightfall) és un meteorit metàl·lic (tipus IAB) de 15,2 tones conegut per la població local de Somàlia des de fa generacions, però que es va identificar científicament per primera vegada el 2020.

## Descobriment i identificació
Va ser trobat en el mes de setembre de 2020 en una vall de pedra calcària uns 15 quilòmetres al nord d'El Ali. Els pastors locals coneixien l'existència de la roca des de fa unes gairebé set generacions, apareixent en cançons, folklore, balls i poemes. El meteorit va ser posat en coneixement de la comunitat internacional pel personal de Kureym Mining and Rocks Company que estava buscant òpals a la zona. Van identificar la roca i van començar a traslladar-la a Mogadiscio abans que el govern de Somàlia intervingués.

## Identificació de minerals
El 2022, científics de la Universitat d'Alberta van identificar dos nous minerals, l'elaliïta i l'elkinstantonita, en un tros del meteorit de tan sols 70 grams. Els minerals van ser identificats per Andrew Locock, el cap del laboratori de microsonda electrònica de la universitat. Poc després, i també el 2022, en va ser descrita una tercera espècie mai abans trobada a la Terra: l'olsenita.
Les versions sintètiques dels dos primers minerals ja s'havien produït anteriorment en un laboratori francès a la dècada de 1980, però les normes de l'Associació Mineralògica Internacional deixen clar que no es podien aprovar demanera oficial fins que no es trobessin de manera natural.
Els altres minerals que també han estat identificats al meteorit són la troilita, el ferro i una varietat d'aquest metall, la kamacita.